# 拓扑图论
拓扑图论是图论的一个分支，研究曲面中的图嵌入、图的空间嵌入及作为拓扑空间的图，还研究图的浸入。
将图嵌入曲面意味着在曲面（如球面）上绘制图，而不使两条边相交。常作为数学谜题的基本嵌入问题是三间小屋问题，其他应用如印刷电子电路，即在电路板（面）上印刷（嵌入）电路（图），且不短路。

## 作为拓扑空间的图
对无向图，可将抽象单纯复形C与每个顶点的单元素集同每个边的2元素集联系起来。复形的几何实现|C|由每条边的单位区间[0,1]的副本组成，这些区间的端点在顶点处粘合在一起。这样来看，将图嵌入曲面或作为其他图的细分都是拓扑嵌入的实例，图同胚只是拓扑同胚的特例，连通图的概念与拓扑连通重合，并且当且仅当连通图的基本群平凡时，才是树。
与图相关的其他单纯复形还有团复形 （以图的每个团为集合）与匹配复形（以图的每个匹配为集合）（等同于线图补集的团复形） 。完全二分图的匹配复形称作棋盘复形，因为其也可描述为棋盘上非攻击车集合的复形。

## 实例研究
约翰·霍普克洛夫特和罗伯特·塔扬提出了一种图的平面性检验的方法，且用时与边数成线性关系。他们的算法通过构建图嵌入（他们称作“棕榈树”）实现。高效的平面性检验是图形绘制的基础。
金芳蓉等人研究了书嵌入问题，图的顶点沿书脊排列，图的边分别绘制在不同页上，使同一页的边不交叉。这个问题抽象了多层印刷电路板布线问题。
通过图子式理论和图结构定理，图嵌入还可用于证明图的结构结果。